# Okuda Saki
Okuda Saki (奥田 咲 (Áo-Điền Tiếu) 15 tháng 6 năm 1992 –) là một nữ diễn viên (khiêu dâm/nghệ thuật sân khấu/điện ảnh) người Nhật Bản. Cô thuộc về công ti trách nhiệm hữu hạn Office Old Crew. Cô sinh ra tại Chiba.

## Sự nghiệp
Cô đã luôn muốn làm những điều cô chỉ thể làm khi còn trẻ, nên cô đã vào ngành phim khiêu dâm vào năm 19 tuổi khi được giới thiệu.
Các video hình ảnh khiêu dâm của cô bắt đầu được đăng vào tháng 1/2011. Cô ra mắt ngành phim khiêu dâm với hợp đồng độc quyền cho Alice Japan vào tháng 6, và hoàn tất hợp đồng vào tháng 1/2013. Cô cũng tham gia vào nhóm nữ diễn viên độc quyền Alice Tazu★ ngay cả sau khi hoàn tất hợp đồng với hãng, và cô tốt nghiệp nhóm cùng Kojima Minami vào tháng 5/2014.
Cô chuyển hợp đồng độc quyền của bản thân sang E-BODY vào tháng 2/2013 và sang S1 vào tháng 8. Tháng 11, cô tham gia sự kiện tại nước ngoài đầu tiên của cô ở Đài Loan cùng Kōzai Saki.
Tháng 12/2014, cô ra mắt ngành phim hồng. Cô đã từng có kinh nghiệm biểu diễn sân khấu khi tham gia Alice Tazu★, nhưng cô đã ra mắt ngành sân khấu một mình vào tháng 12/2015. Trong vòng 1 năm từ tháng 11/2016, cô biểu diễn sân khấu hàng tháng. Tháng 6/2018, cô mở công ti sân khấu điện ảnh "Dondon Cherry" và có một buổi diễn sân khấu hoành tráng. Từ đó, cô biểu diễn mỗi năm một lần và thường xuyên lên sân khấu.
Tháng 8/2018, tổng số phim khiêu dâm đã xuất bản của cô, bao gồm các phim đóng chung và phim tổng hợp, đạt mốc 100. Vào tháng 11/2013, số phim độc diễn, bao gồm phiên bản giới hạn và các phim thực tế ảo, đạt mốc 100. Tháng 4/2020, phim ra mắt của cô xếp thứ 10 trong tuyển tập các phim đã xuất bản của cô. Vào tháng 8, số phim của cô với S1, bao gồm các phim thực tế ảo, đạt mốc 100. Vào tháng 11, cô được chọn làm nữ diễn viên quảng cáo cho "chiến dịch MILF phụ nữ đã kết hôn" của FANZA cùng với Shiraishi Mari và Kazama Yumi.
Tháng 5/2021, phim đầu tiên của cô phổ biến với công chúng được phát hành, và đó cũng là lần đầu cô thử gọi vốn cộng đồng. Vào tháng 6, phim hồng trong đó cô là nữ diễn viên chính được xếp thứ 1 trong giải Momokuma 10 phim hồng xuất sắc nhất năm 2020. Vào tháng 5/2022, số phim độc diễn của cô với S1, không bao gồm các phim thực tế ảo, đạt mốc 100.
| Thứ hạng trong bảng xếp hạng nữ diễn viên khiêu dâm nổi bật hàng năm FANZA (DMM.R18 trước đây) | Thứ hạng trong bảng xếp hạng nữ diễn viên khiêu dâm nổi bật hàng năm FANZA (DMM.R18 trước đây) | Thứ hạng trong bảng xếp hạng nữ diễn viên khiêu dâm nổi bật hàng năm FANZA (DMM.R18 trước đây) | Thứ hạng trong bảng xếp hạng nữ diễn viên khiêu dâm nổi bật hàng năm FANZA (DMM.R18 trước đây) |
| Năm                                                                                            | Phim/Video                                                                                     | Qua đường bưu điện/DVD                                                                         | Cho thuê                                                                                       |
| ---------------------------------------------------------------------------------------------- | ---------------------------------------------------------------------------------------------- | ---------------------------------------------------------------------------------------------- | ---------------------------------------------------------------------------------------------- |
| 2011                                                                                           | -                                                                                              | -                                                                                              | 45                                                                                             |
| 2012                                                                                           | -                                                                                              | -                                                                                              | 95                                                                                             |
| 2013                                                                                           | -                                                                                              | 62                                                                                             | -                                                                                              |
| 2014                                                                                           | -                                                                                              | 95                                                                                             | 83                                                                                             |
| 2015                                                                                           | -                                                                                              | -                                                                                              | 71                                                                                             |
| 2016                                                                                           | 91                                                                                             | 98                                                                                             | 78                                                                                             |
| 2017                                                                                           | 76                                                                                             | -                                                                                              | 79                                                                                             |
| 2018                                                                                           | 76                                                                                             | -                                                                                              | 71                                                                                             |
| 2019                                                                                           | 45                                                                                             | 34                                                                                             | 68                                                                                             |
| 2020                                                                                           | -                                                                                              | 75                                                                                             | 21                                                                                             |
| 2021                                                                                           | -                                                                                              | 65                                                                                             | 33                                                                                             |

## Đời tư
Sở thích của cô là mua sắm, chơi trò chơi, đọc truyện tranh và kĩ năng đặc biệt của cô là sử dụng máy tính cá nhân. Cũng có hồ sơ cho rằng cô sinh vào ngày 14/11/1991. Cô cũng là một người mẫu chụp ảnh. Điểm hấp dẫn của cô là ngực. Kawakami Nanami thích cô vì cô có một " tính cách không tinh khiết".
Cô đã trải nghiệm đóng kịch sân khấu và hòa mình vào thế giới đóng phim. Cô nói rằng cô thích độ chặt của tay áo. Kawakami là người bạn của Saki trong nhóm Alice Tazu, và cũng là người tham gia vào con đường diễn xuất từ đóng phim khiêu dâm. Kawakami còn là người luôn cứng đầu và đặt kế hoạch cho tương lai, còn Saki nói rằng bản thân có tính cách ngược lại vì cô không đặt mục tiêu cho tương lai xa, và họ nói nhau là có kiểu người hào hiệp và mờ nhạt.